# サンタクローズ
『サンタクローズ』（The Santa Clause）は1994年のアメリカ合衆国のファンタジー映画。
監督はジョン・パスキン、出演はティム・アレンとジャッジ・ラインホルドなど。
ある日突然サンタクロース（Santa Claus）の仕事を引き継ぐ契約「サンタクローズ（Santa Clause）」を結ばされてしまった男性を描いたコメディ映画である。
続編として『サンタクロース・リターンズ! クリスマス危機一髪』（2002年）と『サンタクローズ3/クリスマス大決戦!』（2006年）がある。

## ストーリー
玩具会社のエリートビジネスマン、スコット・カルヴィンは、ふとしたことからサンタクロース（英語発音のカナ表記はサンタクローズの方が近い）の仕事を引き継ぐ契約「サンタクローズ（Santa Clause）（英語発音はSanta Clausと同じ）」を結んでしまう。戸惑うスコットを尻目に息子のチャーリーは大喜び。学校でも自分の父親が本当のサンタクロースだと紹介してしまう。そんなチャーリーを、母ローラとその再婚相手の精神分析医ニールは心配し、スコットをチャーリーから遠ざけようとする。一方のスコットは、急に体重が増え、ヒゲが濃くなるなど、サンタクロースにふさわしい容姿になっていくにつれて、サンタクロースとしての自分を受け入れていく。
クリスマスイブの夜、スコットはチャーリーと共に子供たちにプレゼントを配りに行くが、チャーリーが姿を消したことで、ローラとニールはスコットがチャーリーを誘拐したと警察に通報。ローラにプレゼントを届けるつもりでやってきたスコットは待ち伏せていた警察に逮捕されてしまう。そんなスコットを妖精たちが救い出すと、ローラとニールもようやくスコットが本当のサンタクロースであることを知る。そこに警察が現れるが、衆目の前でスコットはトナカイのソリに乗って飛び立つ。

## 登場人物
スコット・カルヴィン
演 - ティム・アレン、吹替 - 磯部勉
玩具会社のエリートビジネスマン。バツイチ。
ふとしたことからサンタクロースの仕事を引き継ぐことになる。
ニール・ミラー
演 - ジャッジ・ラインホルド、吹替 - 金尾哲夫
精神分析医。
ローラ・カルヴィン・ミラー
演 - ウェンディ・クルーソン、吹替 - 宮寺智子
スコットの元妻。現在はニールの妻。
チャーリー・カルヴィン
演 - エリック・ロイド、吹替 - 伊藤隆大
スコットとローラの息子。普段はローラとニールの3人で暮らしている。
バーナード
演 - デヴィッド・クラムホルツ、吹替 - 石田彰
妖精のリーダー。
ヌンツィオ刑事
演 - ラリー・ブランデンバーグ、吹替 - 島香裕
チャーリー誘拐事件を捜査する刑事。
ダニエルズ先生
演 - メアリー・グロス
チャーリーの学校の先生。
ジュディ
演 - ペイジ・タマダ
妖精。サンタの国にやって来たスコットとチャーリーの世話をする。
ホイットル氏
演 - ピーター・ボイル、吹替 - 嶋俊介
スコットの上司。急に太りだしたスコットに不信を抱く。

## 作品の評価
Rotten Tomatoesによれば、批評家の一致した見解は「『サンタクローズ』はメッセージ性があるものでは全くないが、現代の多くのクリスマス映画に欠けている、一種の古き良きホリデー精神にしっかりと根ざしている。」であり、56件の評論のうち高評価は71%にあたる40件で、平均して10点満点中5.86点を得ている。
Metacriticによれば、13件の評論のうち、高評価は7件、賛否混在は6件、低評価はなく、平均して100点満点中57点を得ている。